# 護身符MS 5236
MS 5236為史格尹珍藏（Schøyen Collection）的目錄編號，乃是一份西元前六世紀的古希臘護身符，祂的主要特色在兩個方面：這是唯一已知落款時間的巫術護身符以及護身符上的經文是以盖印方式表現與襯托出端庄之陰刻字型，再者祂也是唯一仍傳世且由黃金所創製的典型以弗所靈符（Ephesia grammata）。在中希腊或安那托利亞西部，僅僅有部分可理解的金屬符文是神明福玻斯·阿波羅（Phoebus Apollo）的一份祈禱咒語而且可以具有安定心靈的神力。因而如此具有不可思議的護身符應該理解的到會大量的製作與請供，MS 5236的存在即表明這件事，雖然金箔的稀有，無墨法雕版印刷的加工處理實行在古希臘到了一定的程度，對於一些長篇幅的文本，在這已知的範例之外從羅馬鉛管題記（Roman lead pipe inscription）以及許多類型的圖章運用於紀念磚與陶器的製造者名稱還有其他細節，當時的無墨法雕版印刷皆能加工處理。

## 描述
這枚金箔護身符是由挪威私立史格尹珍藏（Schøyen Collection）註冊在他們的目錄中編號MS 5236，那裡的護身符是由英國古典派學者多米尼克·蒙特塞拉特（Dominic Montserrat）來進行研究得。這題記的印製技術是由德國印刷師赫伯特·福莱哥勒（Herbert Brekle）在2010年進行專門分析。
MS 5236是一件製作為薄型的護身符，2.8 x 9.0 x 0.1公分的矩形金箔，經文（祝禱文）是刻在其中一面。包含六行的古希臘文的經文從左向右書寫；边缘周圍所有的字體也意味者護身符的內容是完整的保留著。金箔的表面醒目的痕跡是由許多小皺痕產生這已經一齊增長為裂痕。與後來的護身符不同，祂似乎從未被捲曲或摺疊起來而供私人來使用。

## 起源與日期
古文字學（palaeographic）字母形式（letterform）分析指出一個最早的年代，追溯至古風時期。所使用的字體不能明確的相配於任何地區的希臘字母變體：某些字母形狀顯示出是源自於阿提卡（Attica）或是優卑亞島（Euboea），而其他字形指出這上方書文的語道（ductus）常見於安那托利亞西部，尤其是在尼多斯（Knidos）那裡。總體而論，與其他早期希臘文獻對照顯示出這文本是創造於西元前六世紀中葉。

## 題記與使用

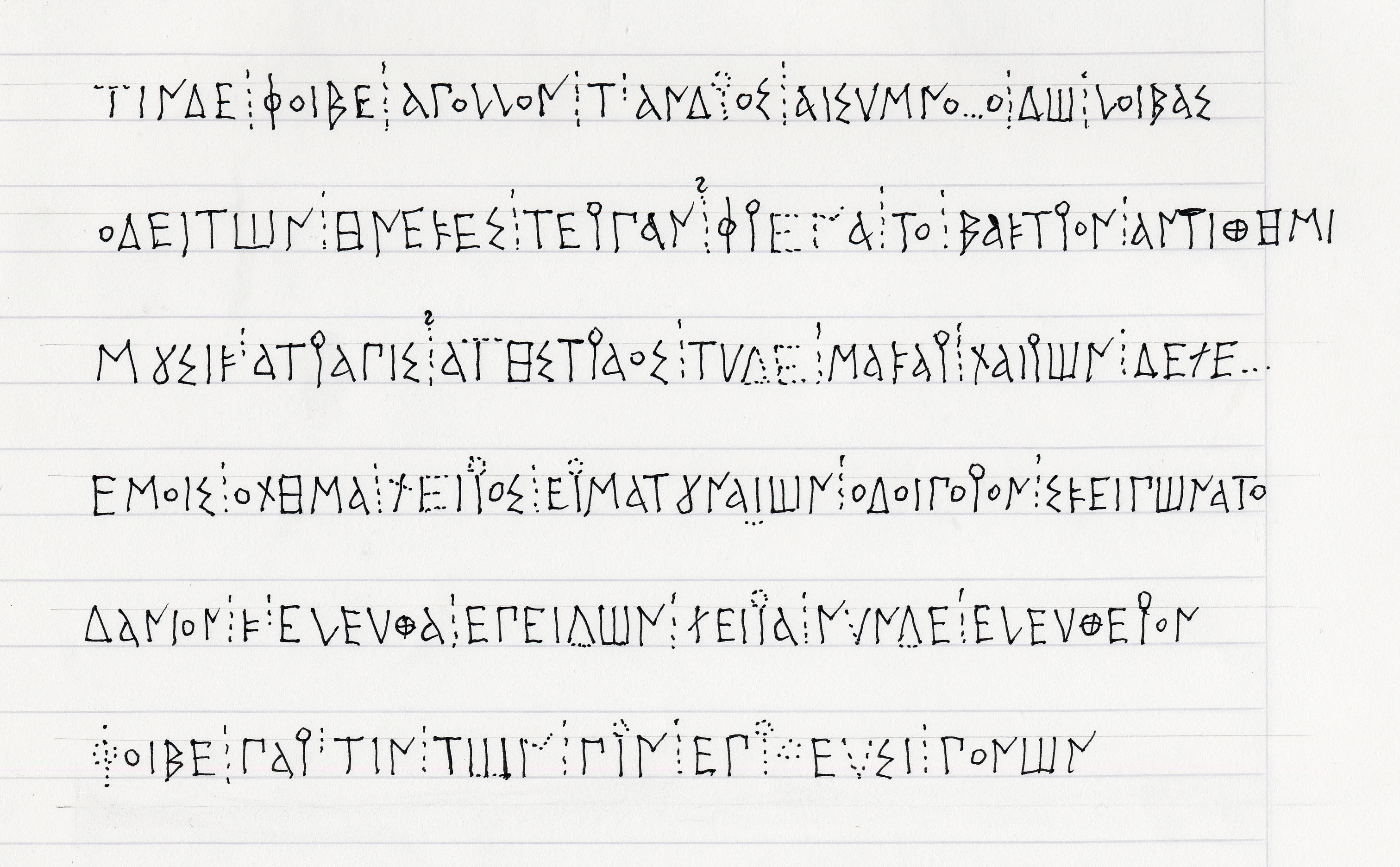
轉錄這已公開的題記上之文字“喔 福玻斯·阿波羅 祂規範著人們…（O Phoebus Apollo who rules over man...）”

儘管希臘文整體上是清晰可辨得（參見左方的轉錄文本），由於語法和句法特點有很大一部分仍然是凡人的思維不可理解得（涵義深奧），譬如他們會經常在具有法力的護身符上，以及一些字母序列上不能呈現任何意思。然而，從明了部分的一種可能推斷神明福玻斯·阿波羅被祈求著以抬高祂的雙臂而防備著某些人或某些事，或許此為有益於護身符的所有者。措詞與其他古代碑文及文本不一致，提供進一步的證據表明這金箔是真正的宗教文物而不是一個現代偽造得。
依據蒙特塞拉特所述，MS 5236的重要特徵最密切的與以弗所靈符相符合，具有法力的護身符祂的咒文按說是固定以書面形式呈現在以弗所（Ephesus）阿耳忒彌斯（Artemis）神像的祭祀上，並且進行對人身檔開傷害的庇佑。雖然這些金屬護身符在希臘世界中流傳數量巨大，只有鉛製例證仍然存留，這枚金箔護身符的呈現在以弗所靈符之中是獨特得。

## 摘記

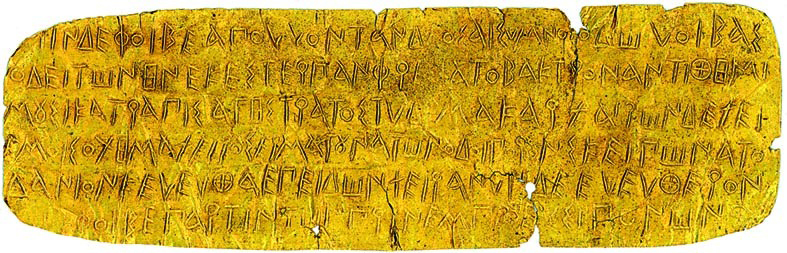
古希臘護身符MS 5236，主要是祈求神明福玻斯·阿波羅（Phoebus Apollo）。源於西元前六世紀，為早期典型的金屬刻印金箔護身符。

## 資料來源
- 赫伯特·E·布雷克尔（英语：Herbert E. Brekle）: "Analyse der Herstellungstechnik der Inschrift auf einem Goldamulett in der Schoyen Collection (London/Oslo)"（页面存档备份，存于）, publication of the University of Regensburg, university library, August 2010
- 多米尼克·蒙特塞拉特: "Report on Early Greek Gold Lamella"（页面存档备份，存于）, unpublished study

## 外部連結
维基共享资源上的相關多媒體資源：護身符MS 5236
- The Schøyen Collection（页面存档备份，存于）